# Réseau séparatif
Un réseau séparatif est un réseau d'eaux usées qui collecte séparément les eaux de pluie et les eaux usées domestiques ou industrielles.

## Description

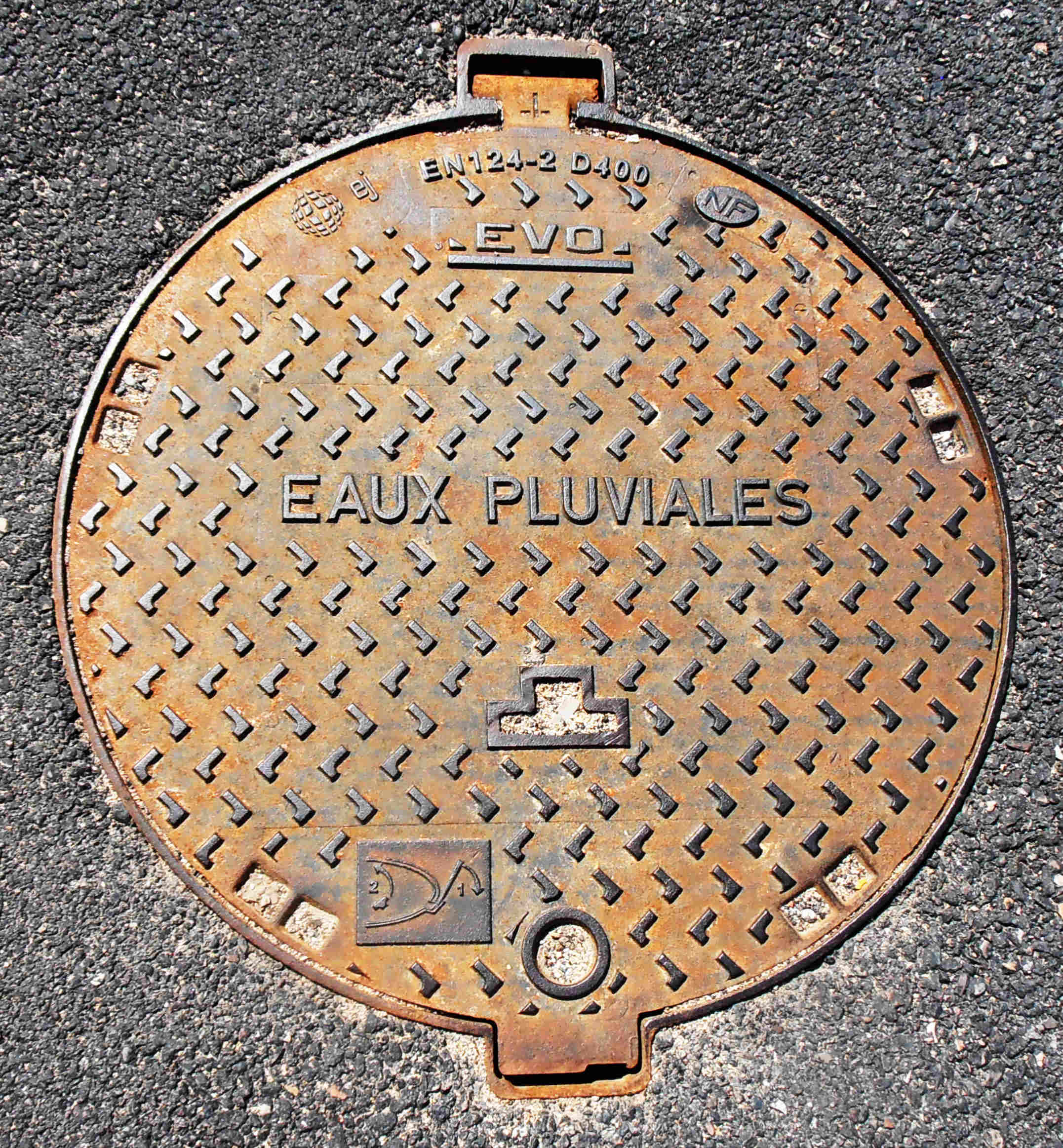
Eaux pluviales

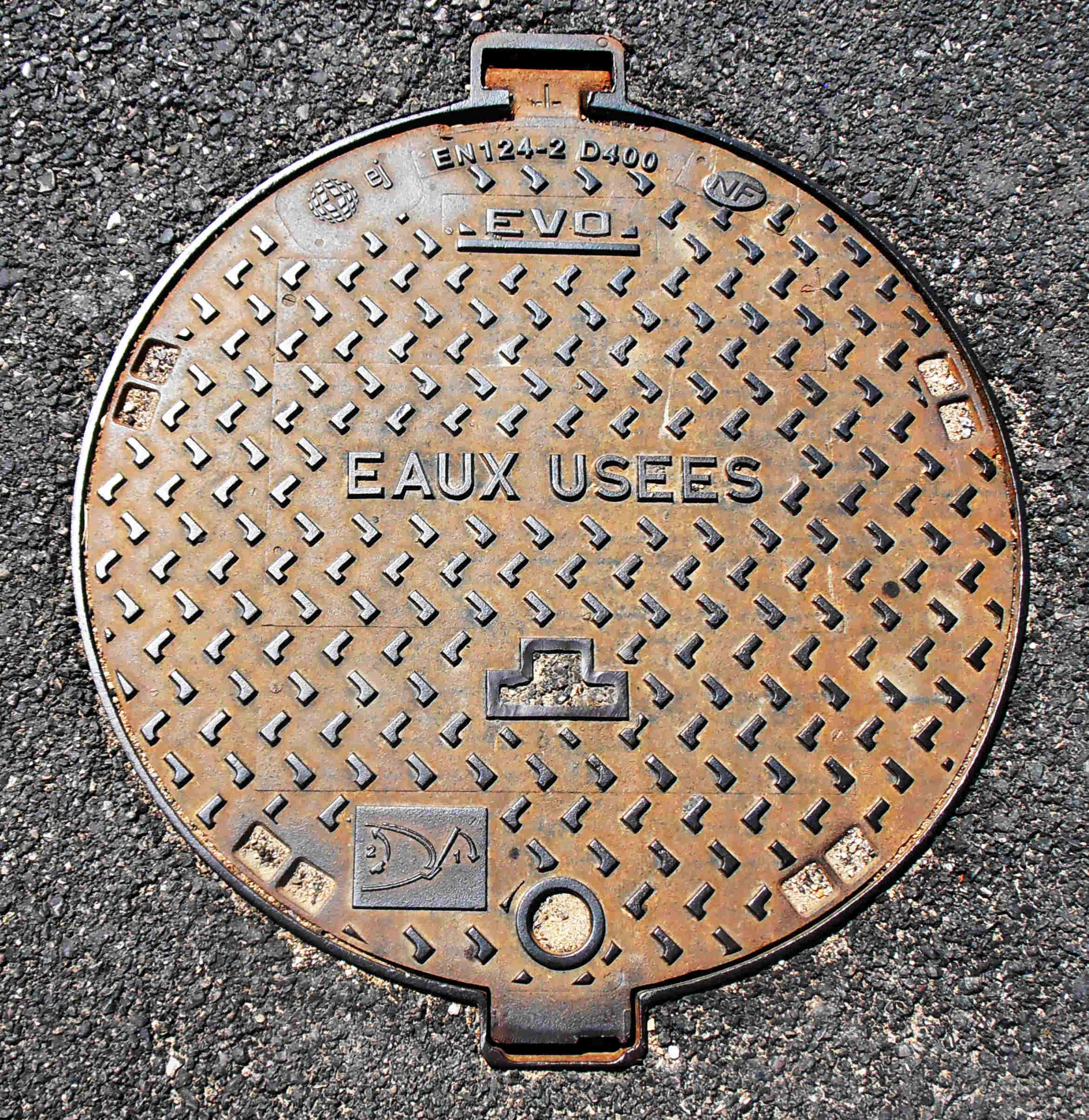
Eaux usées

Pour chaque nouvelle construction, l’eau des toits est séparée de l’eau usée domestique. L’eau de pluie est soit infiltrée dans le sol sur site, soit déversée dans un cours d’eau à proximité, soit raccordée au réseau d’évacuation des eaux de pluie. Il est courant que l’infiltration pour des raisons physiques ou le raccordement au réseau pour des raisons de surcharge des canalisations n’autorise qu’un débit limité. Il faut alors prévoir un système de retenue des eaux de pluie permettant de faire tampon. Ce système peut être installé soit sur le toit (si le toit est plat) ou peut prendre encore la forme d’une fosse ou encore d’un bassin aménagé souterrain ou non. Ce type de système est maintenant souvent mis en place dans les nouveaux quartiers. Il est également possible de conserver l’eau de pluie pour des fins d’arrosage de jardin par exemple. 
Le réseau séparatif a comme avantage principal de décharger les stations d’épuration des variations de charges importantes que produise les évènements pluvieux. Cela permet une réduction des coûts en permettant une réduction de la taille des équipements de traitement ce qui compense en partie le coût plus important des infrastructures supplémentaires de collecte des eaux de pluie. En effet, le réseau séparatif nécessite quasi un doublement du réseau. En cas de construction de nouveaux quartiers, la charge supplémentaire d’eaux usées à traiter est moins importante qu’avec un réseau unitaire.
Cependant, en particulier après de longues périodes sans pluie lorsque les surfaces imperméables (rues, toits etc.) sont particulièrement sales, l’eau de pluie peut se révéler être polluée. Cette eau de pluie souillée se retrouve alors directement dans l’environnement sans traitement.
D’un autre côté, la réduction de la charge dans les canalisations d’eau usée peut conduire à la disparition de l’« auto-curage » et à un encrassement plus important voir une obstruction des tuyaux. Ce qui peut faire augmenter les coûts d’entretien du réseau notamment en augmentant la fréquence des nettoyages nécessaires.
La plupart des réseaux sont des réseaux unitaires aujourd’hui (Allemagne 2001 : 63,2%) mais la part des réseaux séparatifs ne cesse d’augmenter (15,8 % en 1957 contre 36,8 % en 2001 en Allemagne).